# انتخابات مجلس الأمن التابع للأمم المتحدة 1946
أجريت أول انتخابات لمجلس الأمن التابع للأمم المتحدة في 12 يناير 1946 خلال الجلسة الأولى للجمعية العامة للأمم المتحدة، التي عقدت في قاعة وستمنستر المركزية في مدينة وستمنستر، لندن، إنجلترا، المملكة المتحدة. كانت الانتخابات لستة مقاعد غير دائمة في مجلس الأمن التابع للأمم المتحدة لولايتين مدتهما سنتان وسنة واحدة تبدأ فور الانتخابات، وتنتهي بتاريخ الانتخابات التالية، في نوفمبر 1946 وسبتمبر 1947، على التوالي. 

## التصويت على العضوية
أدار الانتخابات رئيس الجمعية العامة للأمم المتحدة آنذاك بول هنري سباك من بلجيكا. كان على جميع الأعضاء الـ 51 آنذاك كتابة أسماء الدول الست التي يرغبون في انتخابها لعضوية مجلس الأمن. ولم يتم تقديم أي ترشيحات سابقة. وأعربت نيوزيلندا عن رغبتها في انتخاب عضو من جنوب المحيط الهادئ، على أن تكون أستراليا "الخيار الواضح" في رأيها، وامتنعت هي نفسها عن الترشح. قدم ممثل جمهورية أوكرانيا الاشتراكية السوفياتية اقتراحًا لانتخاب البرازيل ومصر والمكسيك ونيوزيلندا والنرويج وبولندا. وبعد هذا الاقتراح، رفض ممثلا كل من نيوزيلندا والنرويج ترشيح نفسيهما.
وجاءت نتائج التصويت على النحو التالي:
الجولة الأولى
بها 50 صوتا صالحا وصوتا ملغي، واحدة من الأوراق الصالحة كان بها 4 أسماء فقط:
| الدولة        | الأصوات |
| ------------- | ------- |
| البرازيل      | 47      |
| مصر           | 45      |
| المكسيك       | 45      |
| بولندا        | 39      |
| هولندا        | 37      |
| كندا          | 33      |
| أستراليا      | 28      |
| إيران         | 6       |
| النرويج       | 5       |
| تشيكوسلوفاكيا | 4       |
| الدنمارك      | 2       |
| بلجيكا        | 1       |
| إثيوبيا       | 1       |
| اليونان       | 1       |
| لوكسمبورغ     | 1       |
| نيوزيلندا     | 1       |
| تركيا         | 1       |
| يوغوسلافيا    | 1       |

وأدى ذلك إلى انتخاب البرازيل ومصر والمكسيك وهولندا وبولندا لعضوية المجلس، وقد حصلت جميعها على أغلبية الثلثين المطلوبة وهي 34 صوتا. بقي مقعد واحد شاغرًا، والقواعد المطلوبة لانتخاب تلك الدولة الواحدة من بين المرشحين الأكثر نجاحًا لم يتم انتخابهما؛ أي أستراليا أو كندا. وكان من المقرر أن يتم تحديد ذلك في التصويت الثاني.
الجولة الثانية
مع 50 صوتا صالحا وواحد غير صالح:
- أستراليا 27
- كندا 23

وكانت هذه الجولة غير حاسمة، حيث لم تحصل أي من الدولتين على 34 صوتًا المطلوبة.
الجولة الثالثة
مع 51 صوتا:
- أستراليا 28
- كندا 23

ولم تكن هذه الجولة حاسمة أيضًا، إلا أن كندا سحبت ترشيحها بعد ذلك.
الجولة الرابعة 
مع 49 ورقة صالحة وصوتين غير صالحين:
- أستراليا 46
- كندا 3

وبذلك تم انتخاب أستراليا لتكون العضو السادس غير الدائم في مجلس الأمن التابع للأمم المتحدة.

## التصويت على طول المدة
بعد انتخاب الأعضاء الستة، كانت هناك جولة ثانية من التصويت لتحديد الدول التي ستخدم لفترة سنة والتي ستخدم لفترة سنتين. كان الهدف من ذلك تقسيم عضوية المجلس إلى مجموعتين وفقًا لمرحلة فتراتهم، بحيث لا يتعين انتخاب جميع الأعضاء في نفس الوقت. كان على جميع الأعضاء البالغ عددهم 51 حينها أن يصوتوا لاختيار الدول التي يرغبون في انتخابها لفترة سنتين، مع ترك تلك التي لم تحقق العدد المطلوب من الأصوات لتخدم لفترة سنة واحدة. خلال الاجتماع، تم اتخاذ قرار بأن الأغلبية البسيطة كانت كافية لضمان الانتخاب. كانت نتائج التصويت كما يلي:
الجولة الأولى
بـ 47 ورقة صالحة و4 أوراق غير صالحة:
| الدولة   | الأصوات |
| -------- | ------- |
| البرازيل | 41      |
| أستراليا | 31      |
| هولندا   | 23      |
| بولندا   | 19      |
| مصر      | 16      |
| المكسيك  | 11      |

حصلت أستراليا والبرازيل على أغلبية بسيطة تزيد عن 24 صوتًا، مما ضمن لهما فترات ولاية لمدة عامين، وستخصص الولاية الثالثة إما لهولندا أو بولندا في جولة جديدة من التصويت.
الجولة الثانية
مع 50 صوتا صالحا وواحدة غير صالحة:
| الدولة | الأصوات |
| ------ | ------- |
| هولندا | 25      |
| بولندا | 25      |

بعد أن حصل المرشحان على نفس عدد الأصوات، وكون الأغلبية اللازمة هي 26 صوتًا وفقًا للقوانين، كان يتعين على رئيس الجمعية العامة أن يجري قرعة. تم ذلك، وتم اختيار بولندا. وكانت النتيجة النهائية كالتالي: كان من المقرر أن تخدم أستراليا والبرازيل وبولندا حتى انتخابات سبتمبر 1947 لمجلس الأمن التابع للأمم المتحدة، بفترة ولاية لمدة عامين، في حين كان يتعين على مصر والمكسيك وهولندا أن يخدموا حتى انتخابات سبتمبر 1946، بفترة ولاية لمدة عام واحد.